# Ljudmila Jevgenyjevna Ulickaja
Ljudmila Jevgenyjevna Ulickaja, orosz nyelven: Людмила Евгеньевна Улицкая; (Davlekanovo, 1943. február 21. –) Németországban élő kortárs orosz írónő, műveit több rangos irodalmi díjjal tüntették ki.

## Élete, pályája
A baskíriai Davlekanovóban született 1943-ban, ahová családját a háború idején evakuálták. A következő évben a család visszatérhetett Moszkvába. Anyja biokémikus volt egy gyógyászati intézménynél, ahonnan Sztálin halála után elbocsátották.
Ljudmila Ulickaja a fővárosban végezte tanulmányait és a Moszkvai Állami Lomonoszov Egyetem biológia szakán szerzett diplomát. Két évig genetikusként dolgozott egy akadémiai kutatóintézet laboratóriumában, de 1970-ben szamizdat anyagok másolása, terjesztése miatt a laboratóriumot megszüntették, Ulickaját kollégáival együtt elbocsátották. Többé nem tért vissza a tudományos munkához, genetikus múltjának élményeit pedig a Kukockij esetei című regényében dolgozta fel.
Kilenc éven át nem volt állása, második házasságából született két fiúgyermekét nevelte, idős anyját ápolta. 1979 és 1982 között a moszkvai Zsidó Zenés Színház irodalmi vezetőjének helyetteseként dolgozott, utána „szabadúszó” lett és a legkülönfélébb irodalmi tevékenységgel foglalkozott: gyermek- és bábszínházak részére darabokat írt vagy alkalmazott színpadra, irodalmi riportokat, recenziókat készített, a rádiónak dolgozott. Forgatókönyveiből két film készült: a Liberti nővérkék (Szesztricski Liberti, 1990; rendező Vlagyimir Grammatyikov) és a Mindenki asszonya (Zsenscsina dlja vszeh, 1991; rendező Anatolij Matyesko).
2022 februárjában tiltakozott Ukrajna orosz megtámadása ellen, ezt követően emigrált Németországba. 2024. március elsején az Orosz Igazságügyminisztérium hivatalosan is "külföldi ügynöknek" minősítette az írónőt.

### Szépprózai munkái
Ulickaja gyermekkorától kezdve sok verset írt, de (egy kivételével) soha nem publikálta őket. Első novellái irodalmi folyóiratokban jelentek meg, ezeket többnyire fiatalkori élményei ihlették. Már ötvenéves elmúlt, amikor első önálló elbeszéléskötete – paradox módon nem hazájában, hanem Franciaországban, franciára fordítva –, majd ugyancsak 1994-ben Oroszországban is megjelent.
Az igazi sikert külföldön a Franciaországban 1995-ben kiadott Szonyecska című kisregény hozta meg számára, melyért a következő évben Medici-díjat kapott. 1996-ban hazájában látott napvilágot első regénye, a Médea és gyermekei, melyet az írónő „családi króniká”-nak nevezett.
Vidám temetés című kisregénye (1997) Amerikában élő orosz emigránsokról szól. Az írónő fiai 10 évig éltek az USA-ban, és Ulickaja rendszeresen látogatta őket, közben maga is belekóstolhatott az ottani emigráció hétköznapi életébe.
2000-ben megjelent regénye, a Kukockij esetei végre hazájában is osztatlan elismerést kapott és elnyerte a legrangosabb orosz irodalmi díjat, az Orosz Bookert (2001). A műből Jurij Grimov rendező 12 részes televíziós sorozatot készített. Kukockij genetikus, aki úgynevezett „belső látásával” képes észrevenni az emberi test műszerekkel sem mindig kimutatható elváltozásait. Felesége, Jelena is „látó” asszony, aki ezáltal bezárkózik egy saját, belső világba. A fordulatos regény egy másik cselekményszála a szülők világa ellen lázadó fiatalok útkeresését ábrázolja.
Következő regénye, az Odaadó hívetek, Surik (2003) főhőse egy anyja által elkényeztetett, jólelkű fiatalember, aki nőismerőseit minden módon kiszolgálja, és miközben igyekszik megfelelni az elvárásoknak, elfelejti vagy képtelen megteremteni a saját, önálló életét.
A Daniel Stein, tolmács (2006) egy fél évszázadot átfogó történetében a zsidó származású lengyel Dániel a Gestapo tolmácsaként is zsidókat szöktet, a háború után katolizál és szerzetes lesz. Később Izraelbe utazik, hogy ott őskeresztény alapokon új egyházi közösséget szervezzen. A könyv a szeretet, a hit, a vallás kérdéseit állítja középpontba és a zsidó-keresztény „szakadék” áthidalására tesz kísérletet.
2008 elején jelent meg az írónő Orosz lekvár és egyebek (Russzkoje varenyje i drugoje) című újabb kötete, melyben 1998–2003 között írt, de még nem publikált három színművét adta közre.
Ulickajáról azt tartják, hogy a 19. századi klasszikus orosz irodalom és regény hagyományainak folytatója. Bár több regényt is írt, kritikusai és saját maga szerint is igazi műfaja nem a regény, hanem a rövidebb elbeszélés, novella. Nem a rendkívüli, drámai események, hanem a mindennapi élethelyzetek érdeklik; hősei nem alakítói, hanem áldozatai a háttérben éppen csak felsejlő nagy történelmi változásoknak, a szovjet korszak egyéni életet és véleményt megfojtó szorításának. Esendő hőseit, főként sok és változatos élettörténetű nőalakját kesernyés humorral, iróniával vegyes megértéssel ábrázolja. Írásművészetét ebben a tekintetben és a kisprózához való vonzódásában is néha Csehovéval rokonítják.
Műveit 2009-ig 32 nyelvre fordították le.
Férje Andrej Kraszulin szobrász.

### Magyarországon
A magyar olvasók elsőként a Médea és gyermekei, valamint a Kukockij esetei című regényeit vehették kézbe, ezt követően 2009-ig szinte minden évben újabb könyvét adták ki. Életművésznők című kötetének megjelenésekor, 2004-ben egy pécsi szakmai konferenciára látogatott először Magyarországra. 2009-ben a 16. Budapesti Nemzetközi Könyvfesztivál díszvendége volt, ahol Budapest-nagydíjjal tüntették ki, és műveit, köztük a magyarul ekkor megjelent Daniel Stein, tolmács című regényét dedikálta.
2011. szeptemberében ismét Budapest és Pécs vendége volt, ahol magyarul is megjelent regényét, az Imágót mutatta be.

## Művei
- 1992: Сонечка (elbeszélés)
- 1993: Бедные родственники (elbeszélések)
- 1996: Медея и ее дети (regény)
- 1997: Веселые похороны (kisregény)
- 2001: Казус Кукоцкого (regény)
- 2002: Девочки (elbeszélések)
- 2002: Сквозная линия (kisregény)
- 2003: Искренне Ваш Шурик (regény)
- 2005: Люди нашего царя (elbeszélések)
- 2006: Даниэль Штайн, переводчик (regény)
- 2010: Зелёный шатёр (regény, magyarul Imágó címen jelent meg)
- 2012: Священный мусор (cikkek, esszék)
- 2015: Лестница Якова (regény-példázat)
- 2019: О теле души (elbeszélések)
- 2020: Бумажный театр: непроза (forgatókönyvek, naplórészletek, emlékiratok, színdarabok)

## Magyarra fordított kötetei

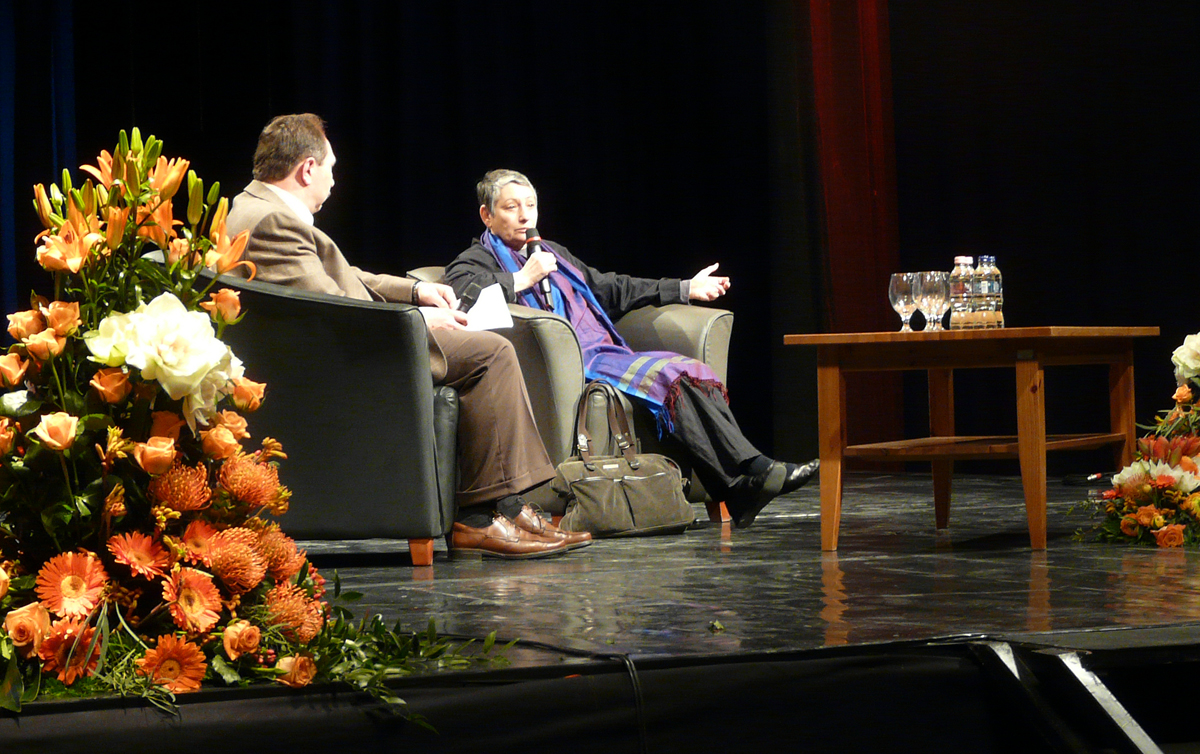
Pódiumbeszélgetés Ljudmila Ulickajával a könyvfesztivál megnyitóján (2009. április 24.)

- Kukockij esetei; ford. V. Gilbert Edit, Goretity József; Európa, Bp., 2003
- Médea és gyermekei; ford. V. Gilbert Edit, Goretity József; Magvető, Bp., 2003
- Életművésznők; ford. Goretity József; Magvető, Bp., 2004
- Vidám temetés; ford. Goretity József; Magvető, Bp., 2005
- Szonyecska; ford. V. Gilbert Edit; Magvető, Bp., 2006
- Odaadó hívetek, Surik; ford. Goretity József; Magvető, Bp., 2007
- Történetek állatokról és emberekről; ford. Kisbali Anna; Magvető, Bp., 2009
- Daniel Stein, tolmács; ford. Morcsányi Géza; Magvető, Bp., 2009
- Elsők és utolsók. Válogatott elbeszélések; ford. Goretity József; Magvető, Bp., 2010
- Imágó. Regény; ford. Goretity József; Magvető, Bp., 2011
- A mi Urunk népe; ford. Goretity József; Magvető, Bp., 2012
- Történetek gyerekekről és felnőttekről; ford. Kisbali Anna; Magvető, Bp., 2012
- Örökbecsű limlom; ford. Goretity József; Magvető, Bp., 2013
- Jákob lajtorjája; ford. Goretity József; Magvető, Bp., 2016
- Imágó. Regény; ford. Goretity József; jav. kiad.; Magvető, Bp., 2018
- Életművésznők; ford. Goretity József; jav. utánny.; Magvető, Bp., 2018
- Szonyecska; ford. V. Gilbert Edit; jav. utánny.; Magvető, Bp., 2020
- A lélek testéről; ford. Morcsányi Géza, versford. Kántor Péter; Magvető, Bp., 2020
- Csak egy pestis; ford. Morcsányi Géza; Magvető, Bp., 2020[8]
- Az igazi nevem; ford. Kiss Ilona; Magvető, Bp., 2023

## Díjak
- Medici-díj (1996, Franciaország; Szonyecska)
- Citta di Penne-díj (1998, Olaszország; Médea és gyermekei)
- Orosz Booker-díj (2002, Oroszország; Kukockij esetei)
- Az év regénye-díj (2004, Oroszország, Odaadó hívetek, Surik)
- Nagy Könyv nemzeti irodalmi díj (2007, Oroszország; Daniel Stein, tolmács)
- Grinzane Cavour-díj (2008, Olaszország; Odaadó hívetek, Surik)
- Alekszandr Meny-díj (2009, Németország; Daniel Stein, tolmács)
- Budapest-nagydíj (2009. április)